# Colonización danesa en América

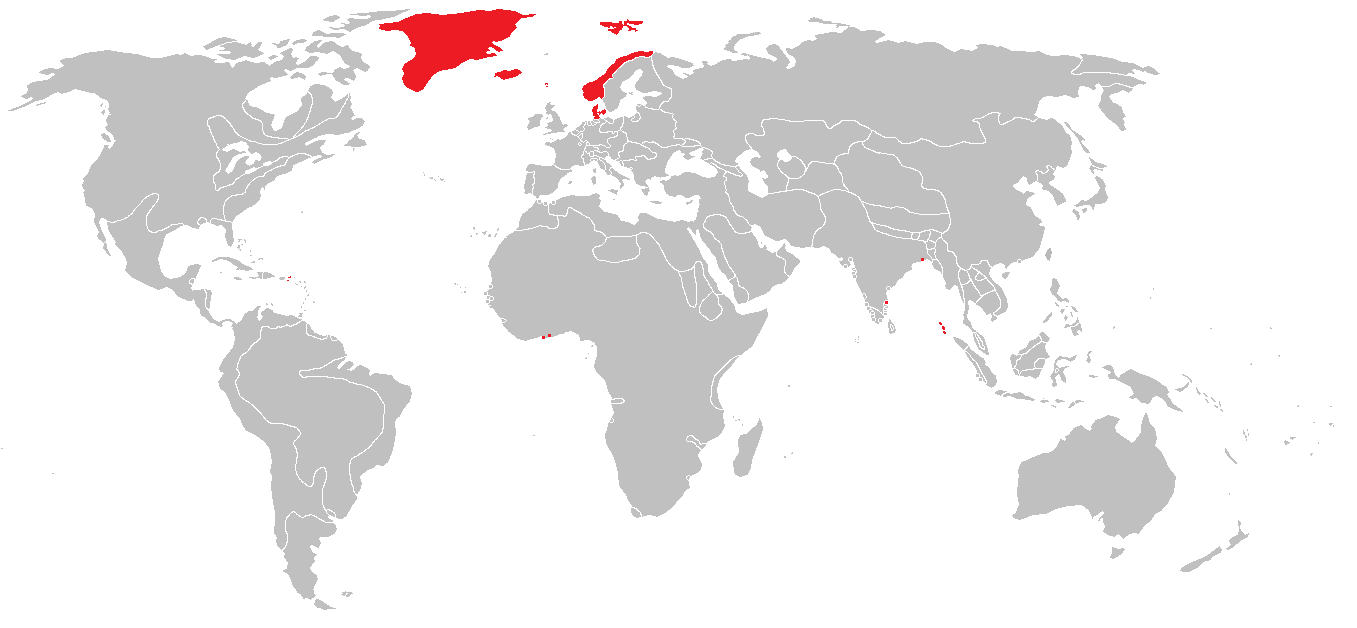
Posesiones danesas y noruegas alrededor de 1800.

La colonización danesa de América consistió en la expansión del imperio danés en América desde el siglo XVIII hasta la actualidad. 
Las colonias danesas fueron las Indias Occidentales Danesas y Groenlandia, que actualmente es un territorio auto-gobernado del Reino de Dinamarca.

## Indias Occidentales Danesas (1671-1917)

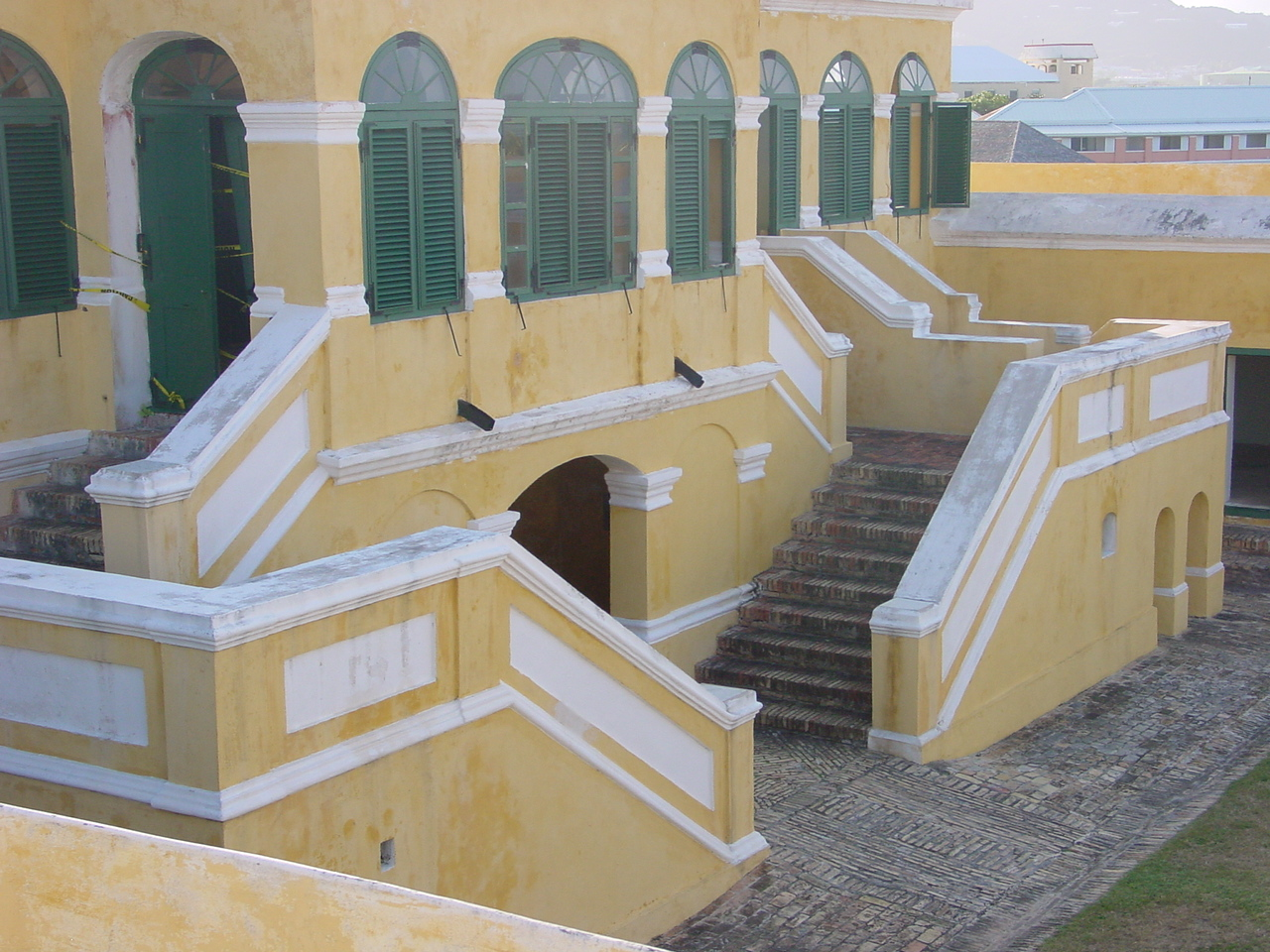
Fuerte Christiansvaern (1749) en Christiansted (Saint Croix).

Los primeros intentos por establecerse en estas islas datan de 1655, incluida la fundación de Charlote Amalie por el pirata danés Nicolai Esmit en 1666. Sin embargo, el establecimiento definitivo comenzó con la ocupación de Santo Tomás en 1671, al que seguiría la de  San Juan en 1718 y que se completó con la compra de Santa Cruz a Francia en 1733. Ese año se produjo la rebelión de los esclavos akwamu la isla de San Juan.

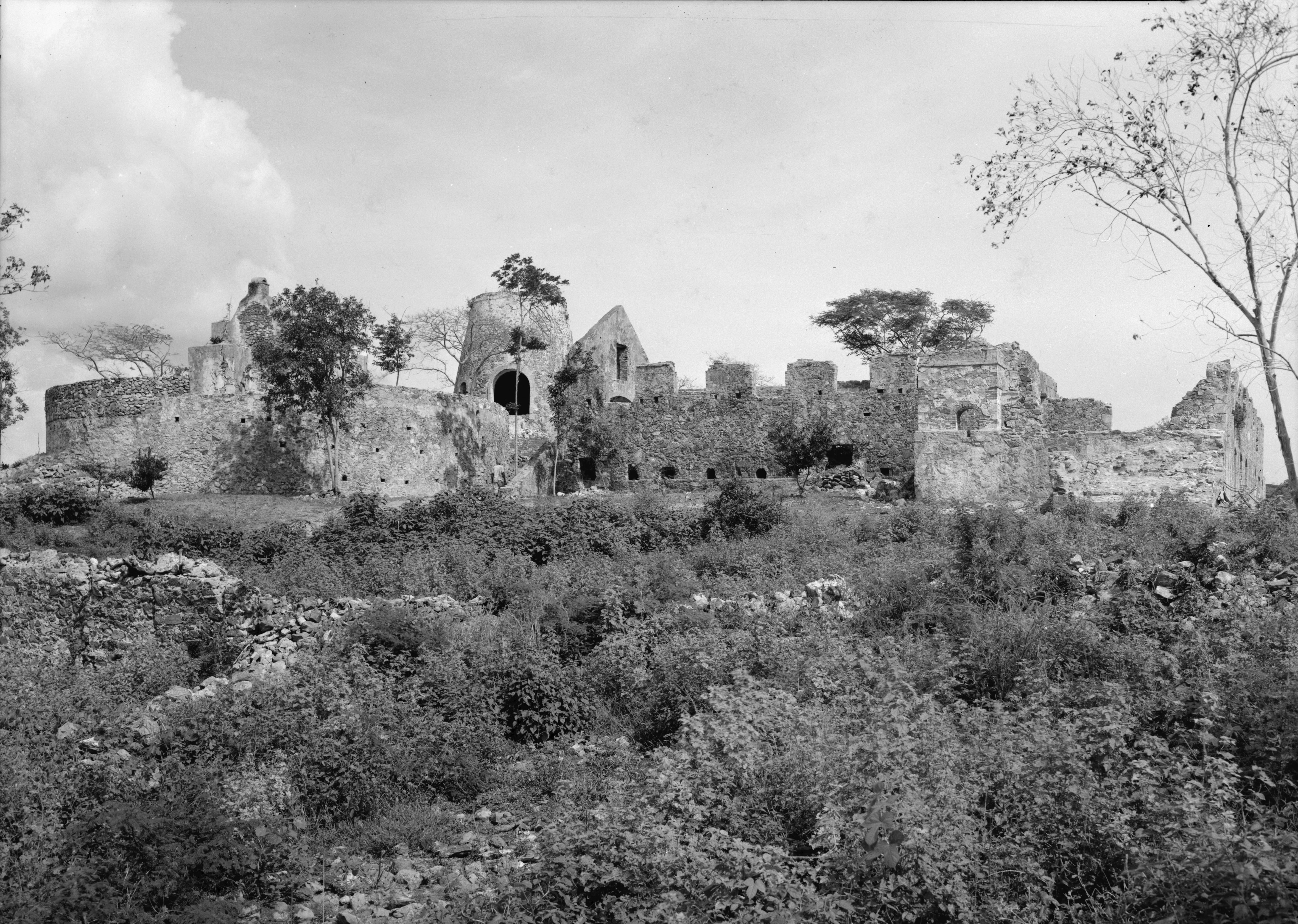
Ruinas de la plantación y fábrica de azúcar de Annaberg (Saint John)

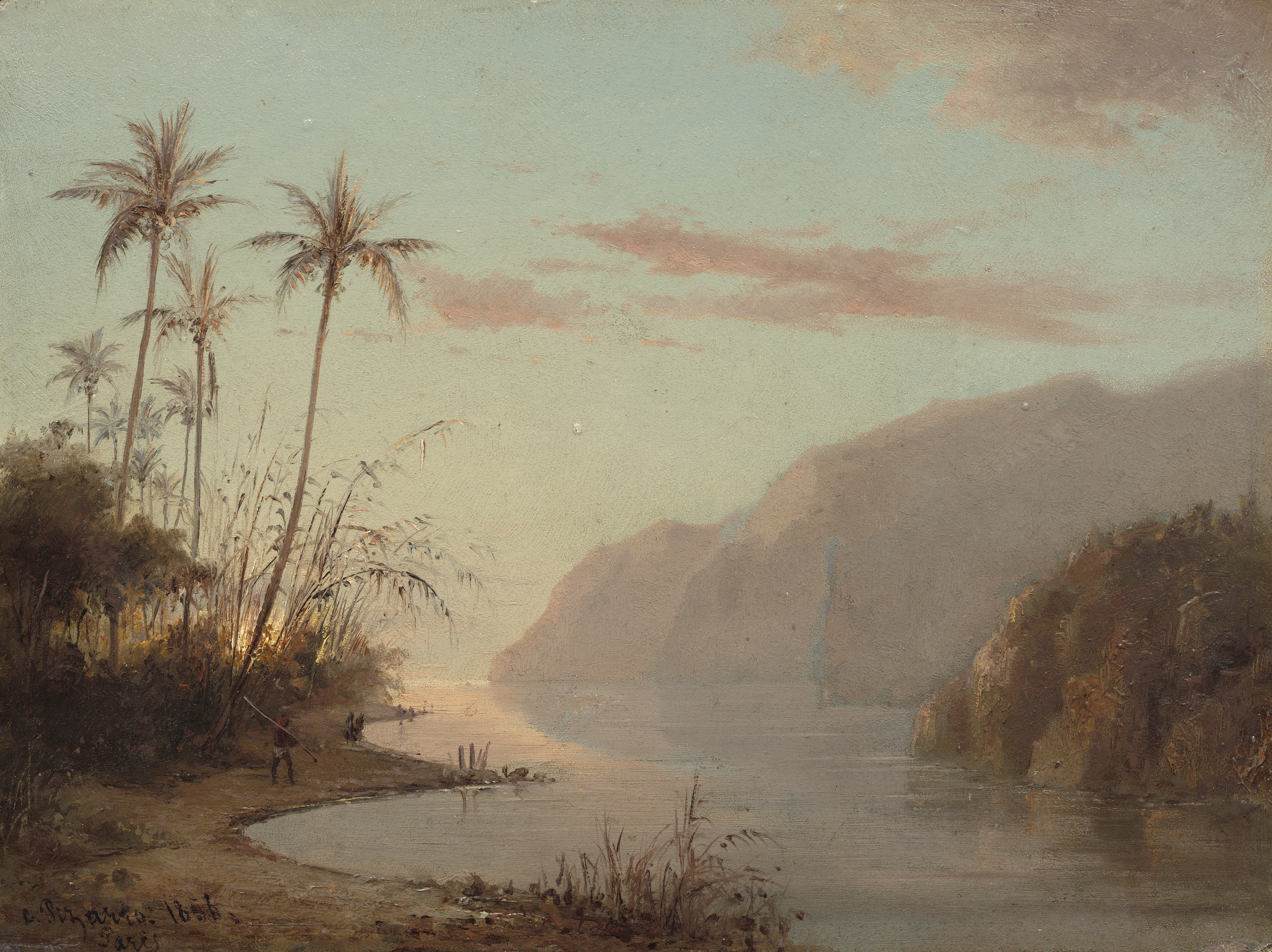
Un arroyo en St. Thomas (1856) Camille Pissarro.

Bajo la influencia inglesa ejercida desde las vecinas Islas Vírgenes Británicas, fueron administradas por la Compañía danesa de las Indias Occidentales y Guinea hasta 1754, cuando pasaron a la propiedad personal del rey rey Federico V. Las principales actividades económicas de las islas fueron el cultivo de caña de azúcar y el comercio internacional de esclavos. El cultivo de caña de azúcar era realizado con trabajo esclavo procedente del comercio triangular con la Costa de Oro danesa (actual Ghana). Además, a finales del siglo XVII Santo Tomás sirvió de base de piratas daneses, franceses e ingleses.
Durante las guerras napoleónicas, tras la batalla de Copenhague, de 1801 a 1802 Inglaterra ocupó las islas Vírgenes danesas. La influencia inglesa en las islas se manifestó nuevamente tras el bombardeo de Copenhague inglés de 1807, que se extendió hasta 1815. El comercio de esclavos fue abolido en 1803 y la posesión de esclavos en 1848, entrando esta colonia en declive. Ese año hubo una rebelión de esclavos en Saint Croix liderada por Gottlieb Bordeaux para exigir la emancipación y la obtención de sus derechos civiles. Dinamarca vendió de la Costa de Oro danesa a Inglaterra en 1850. Tras décadas de negociaciones para vender las islas a EE. UU. finalmente fueron vendidas en 1917 dando lugar a las actuales islas Vírgenes de los Estados Unidos. Esta operación logró asegurar la soberanía danesa de Groenlandia.

## Groenlandia (sigloXVI- actualidad)

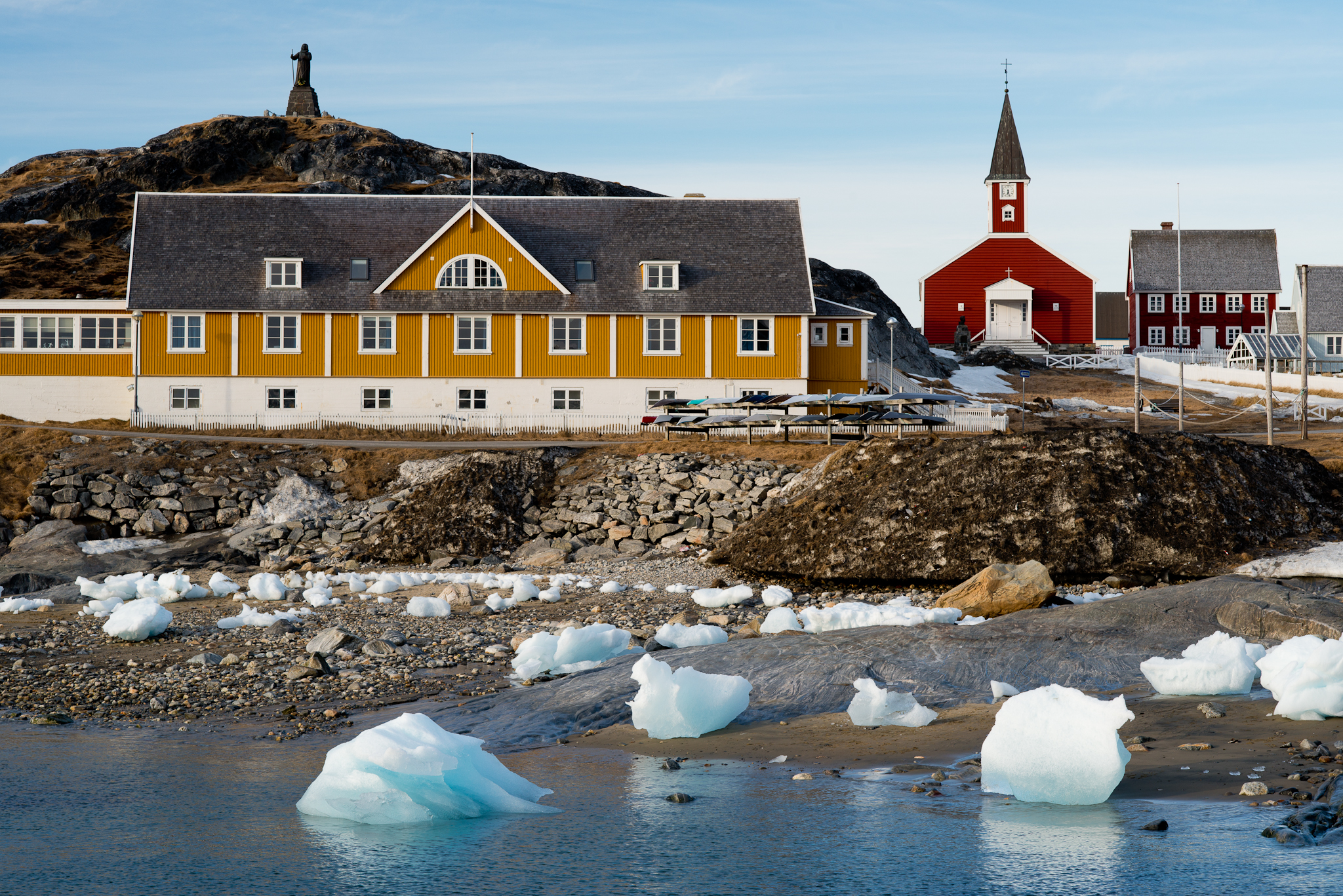
Catedral de Nuuk (1849)

La fundación del reino de Dinamarca y Noruega en el siglo XVI supuso la adquisición por Dinamarca de los territorios noruegos de Groenlandia que habían sido abandonados en el siglo XV. 
En 1728 el religioso Hans Egede realizó un nuevo esfuerzo colonizador en Groenlandia con la fundación de Godthåb, cuyo principal interés económico era la pesca ballenera, y que fue rápidamente abandonado. El siguiente intento de establecimiento tuvo lugar en 1733 con el impulso de la iglesia Morava en Nuuk y la concesión monopolística a la Compañía General de Comercio, empresa privada que gobernó Groenladia hasta 1774. Tanto el comercio, basado en los intercambios con los pescadores y cazadores Kalaallit, como el gobierno en Groenlandia pasó entonces al Real Departamento de Comercio, parte de la administración pública del reino Dano-Noruego.  

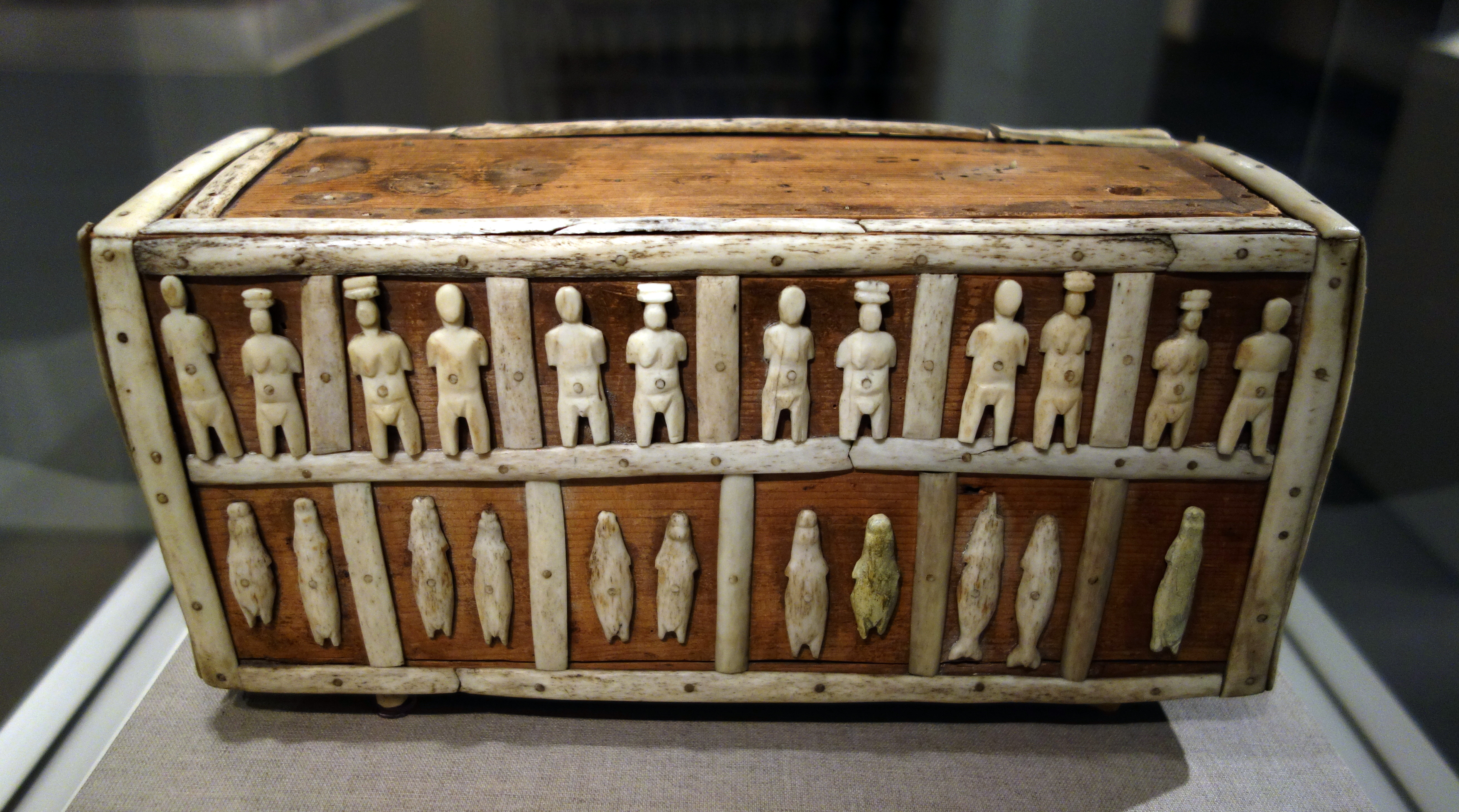
Caja con decoraciones en hueso y marfil de Tasiilaq (1890) Museo De Young.

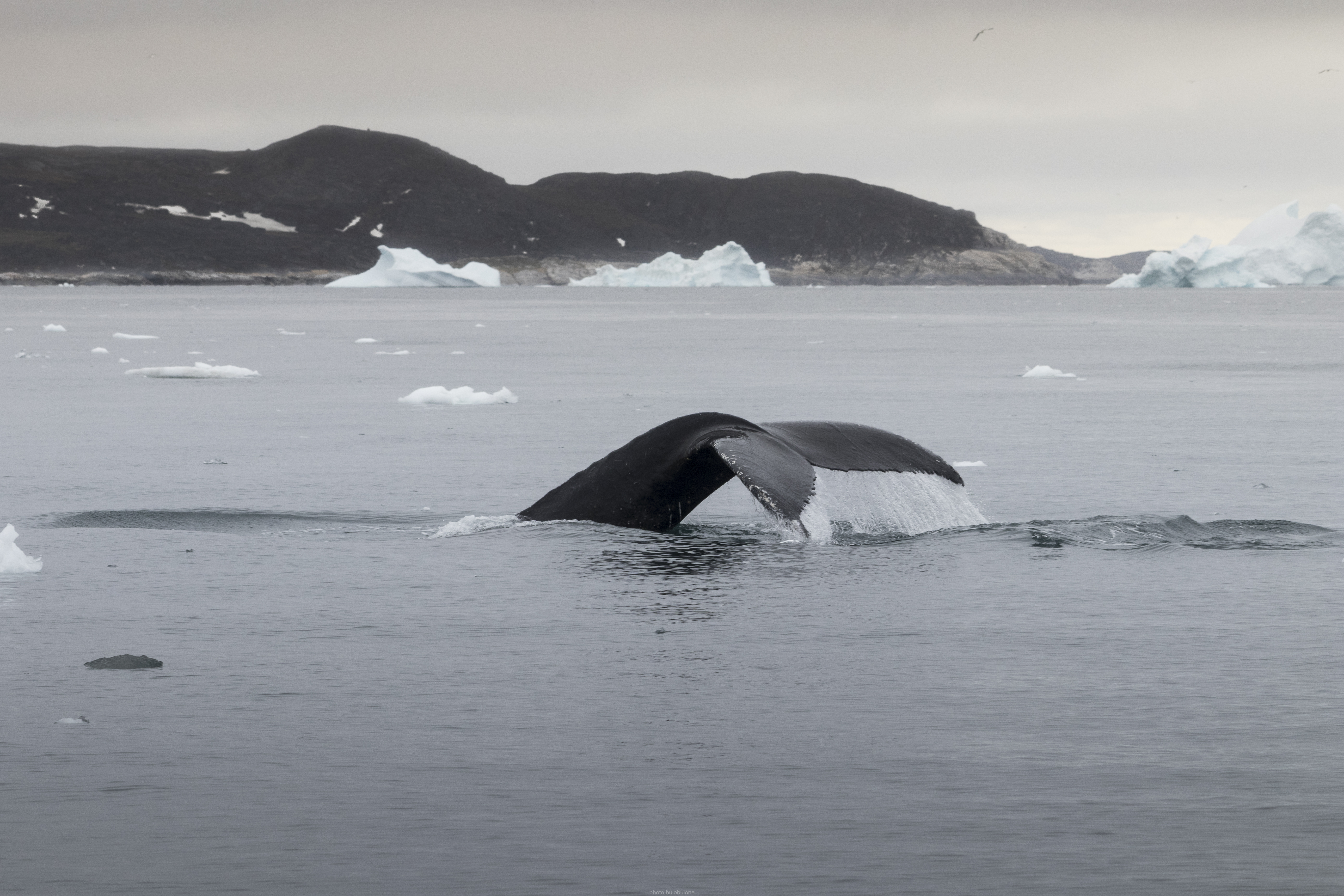
Ballena yubarta en Groenlandia

Tras las guerras Napoleónicas, por el Tratado de Kiel (1814) Suecia se anexionó Noruega. Sin embargo, Dinamarca retuvo la antigua colonia Noruega de Groenlandia. 
Las sucesivas exploraciones del ártico de finales del siglo XIX y principios del siglo XX, entre ellas la expedición Polaris (1871) amenazaron la soberanía danesa de Groenlandia. Una de las concesiones para retener el territorio fue la venta de las Islas Vírgenes Danesas a EE. UU. en 1917. Además, en 1933 Dinamarca logró un fallo favorable de la Corte Internacional contra las pretensiones Noruegas sobre la Tierra de Erik el Rojo. Desde la 2ª Guerra Mundial al final de la guerra fría EE. UU. influyó económica y políticamente sobre Groenlandia dada su importancia geoestratégica, siendo testimonio de esta época al base aérea de Thule. En 1953 Groenlandia pasó de colonia a condado de Groenlandia, y en 1979 obtuvo su autonomía. Actualmente cuenta con el estatus de Países y Territorios de Ultramar de la Unión Europea. 